# Chevigney-lès-Vercel
Chevigney-lès-Vercel település Franciaországban, Doubs megyében. Lakosainak száma 140 fő (2022. január 1.). Chevigney-lès-Vercel Vercel-Villedieu-le-Camp és Valdahon községekkel határos.

## Népesség
A település népességének változása:
| Lakosok száma | 52   | 82   | 88   | 128  | 122  | 125  | 128  | 133  | 135  | 140  |
|               | 1968 | 1982 | 1990 | 2006 | 2013 | 2015 | 2017 | 2019 | 2020 | 2022 |